# Johann Nepomuk Zwerger
Pour les articles homonymes, voir Zwerger.

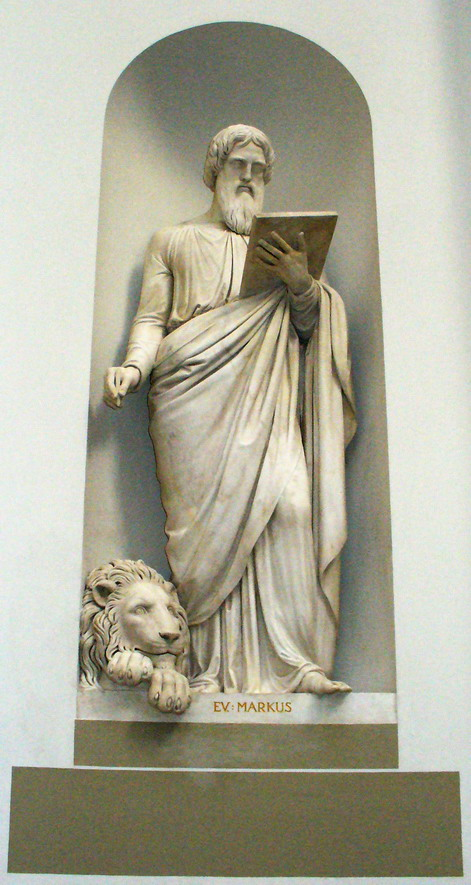
L'évangéliste Marc dans la chapelle funéraire du Württemberg.

Johann Nepomuk Zwerger, né le 28 avril 1796 à Donaueschingen et mort le 26 juin 1868 à Cannstatt, est un sculpteur et un professeur d'université allemand.

## Biographie
Fils d'un fonctionnaire, il fréquente le gymnasium de Donaueschingen. Une bourse du prince de Fürstenberg lui permet de séjourner dans l'atelier de Johann Heinrich Dannecker à Stuttgart, où il apprend le métier de sculpteur. Il y rencontre également le sculpteur danois Bertel Thorvaldsen en 1819, à qui il rendra visite à Rome en 1823. Il lui commande une statue en marbre de saint Marc l'évangéliste pour la chapelle funéraire du Württemberg de la reine Catherine à Rotenberg, d'après son esquisse.
Dans les années qui suivent, il réalise d'autres œuvres en marbre qu'il emmène en 1830 à l'Institut d'art Städel de Francfort-sur-le-Main, à l'école d'art duquel il obtient un poste de professeur de modelage et de sculpture. Ses relations avec Städel l'attirent de plus en plus de Stuttgart à Francfort. L'institut lui  accorde une chaire et organise une célébration jubilaire en son honneur en 1854 en raison des services qu'il a rendus à l'institut. Johann Nepomuk Zwerger occupe le poste de professeur au Städel jusqu'au printemps 1866, date à laquelle il démissionne en raison de son âge. Il meurt deux ans plus tard dans sa patrie souabe et est inhumé au cimetière Uffkirchhof de Cannstatt (la tombe de la section F - aujourd'hui section 10 - est toutefois occupée depuis 1913, en dernier lieu par un membre de la famille Daimler).
En plus de ses activités d'enseignement, il réalise surtout des bustes-portraits, comme ceux du monument Rotteck à Fribourg. Parmi les autres œuvres, citons un crucifix colossal en pierre avec Marie et Jean dans le nouveau cimetière principal de Francfort (1840), qui est suivi plus tard de deux têtes d'ange pour le portail, ainsi que de trois figures en grès pour la Bourse de Francfort. Sous sa direction, la sculpture de Charlemagne commencée par le sculpteur francfortois Karl Eduard Wendelstadt (1815-1841) est achevée après la mort de ce dernier. Elle est placée sur un pilier central du Vieux Pont de Francfort jusqu'à sa démolition en 1914, puis se dresse devant le Musée historique jusqu'en 2011 et trouve sa place dans l'exposition permanente depuis l'ouverture du nouveau bâtiment en 2017. Une réplique de l'original se trouve sur le Vieux Pont depuis 2016.

## Élèves connus
- Gustav Herold (1839-1927)
- Friedrich Schierholz (de) (1840-1894)

## Galerie

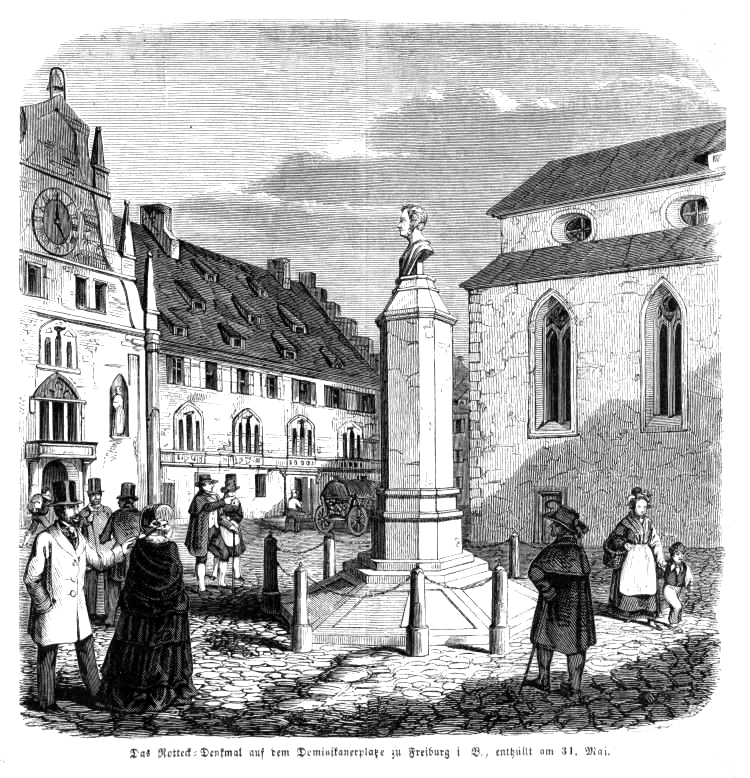
Rotteck-Denkmal, Freiburg
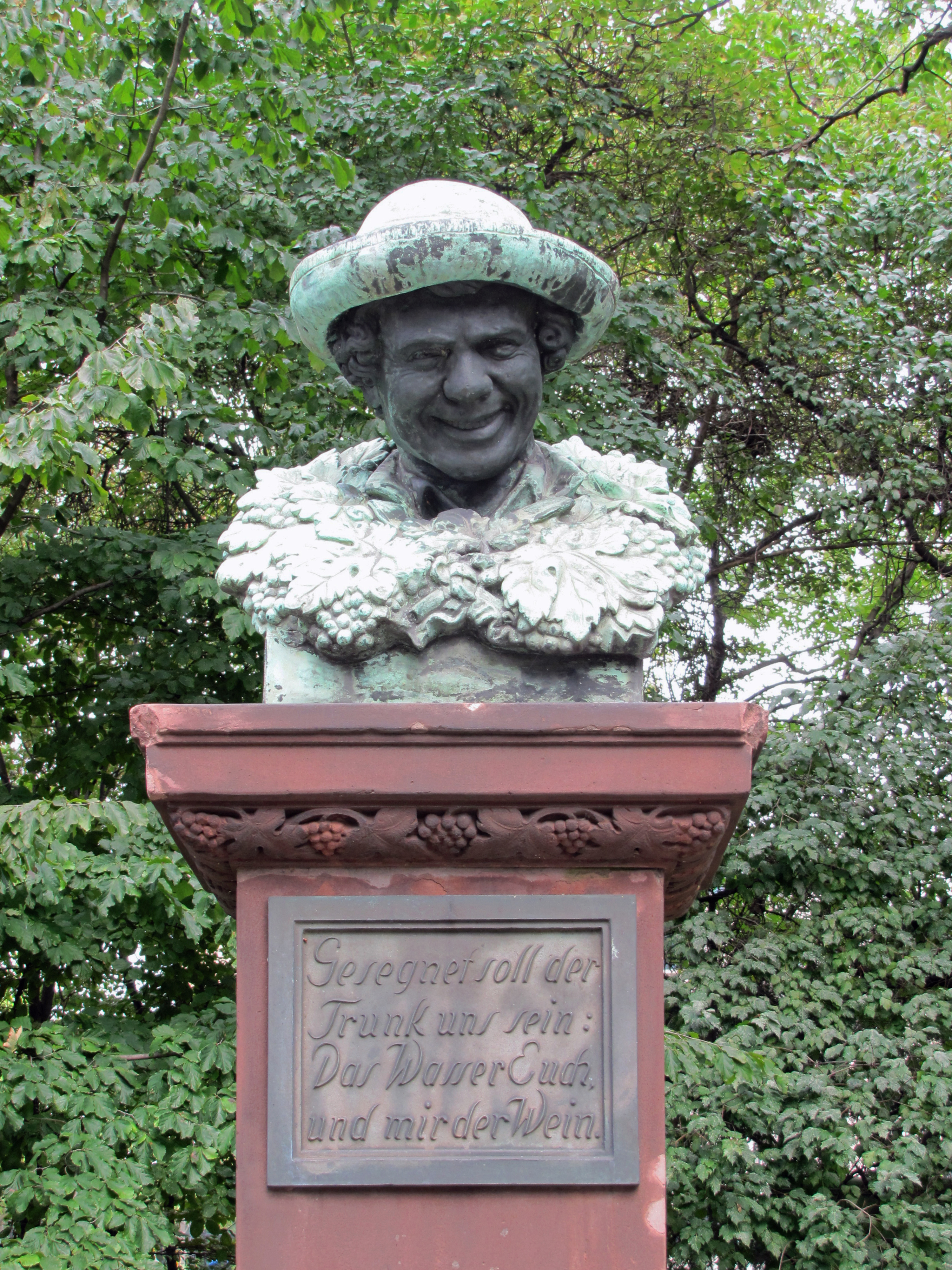
„Lachhannes“ auf dem Winzerbrunnen, Frankfurt
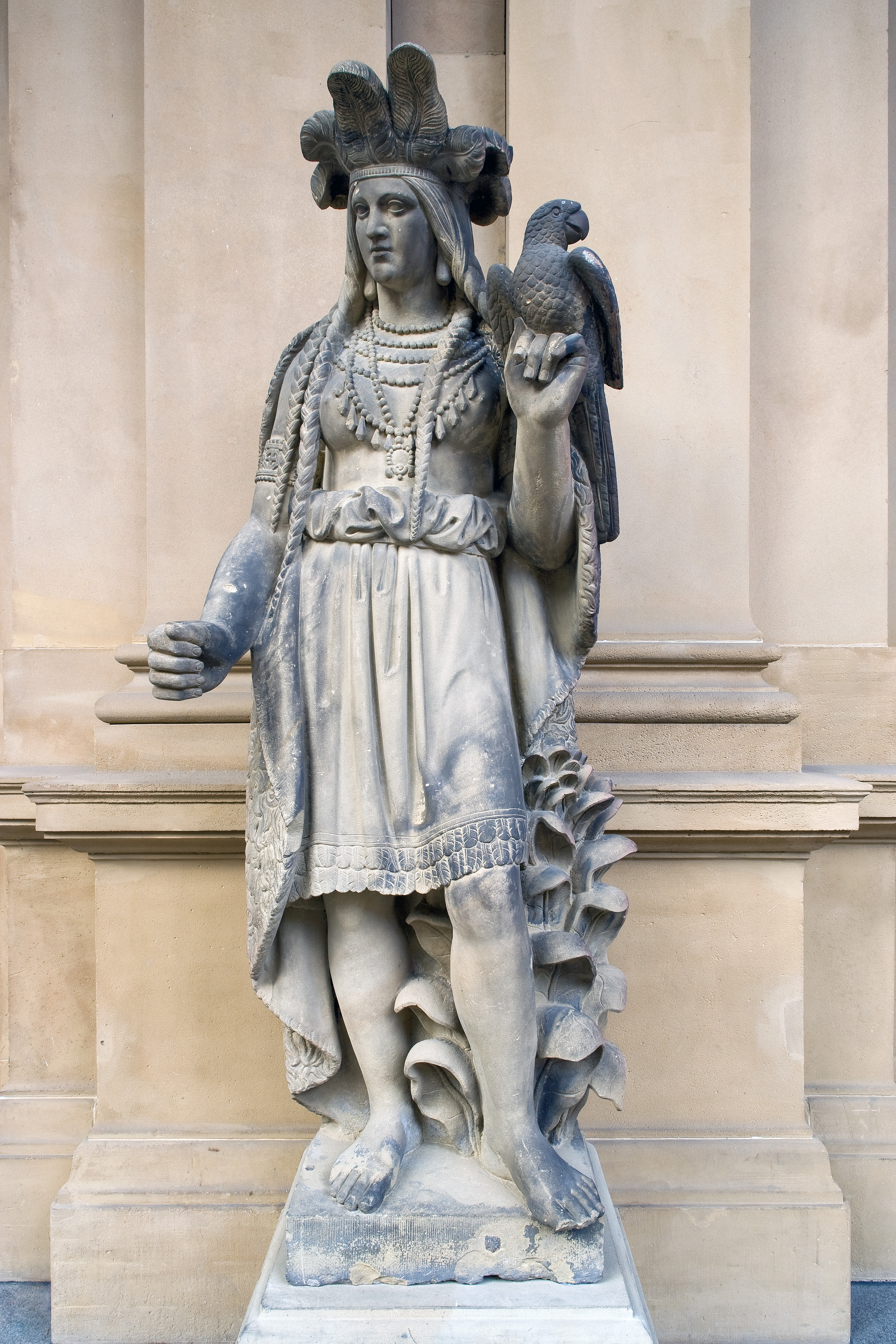
Figur „Amerika“, Alte Börse, Frankfurt
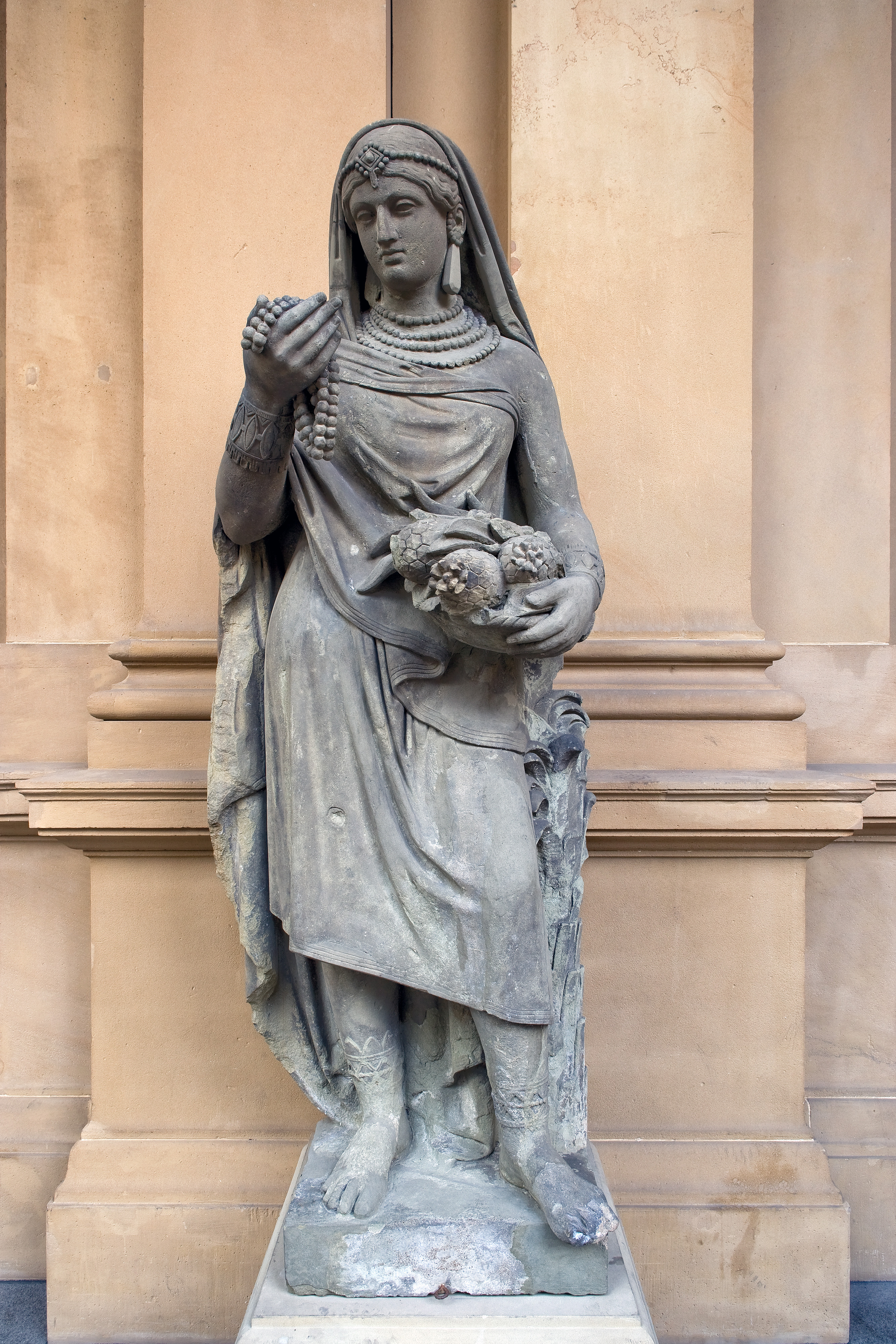
Figur „Asien“, Alte Börse, Frankfurt
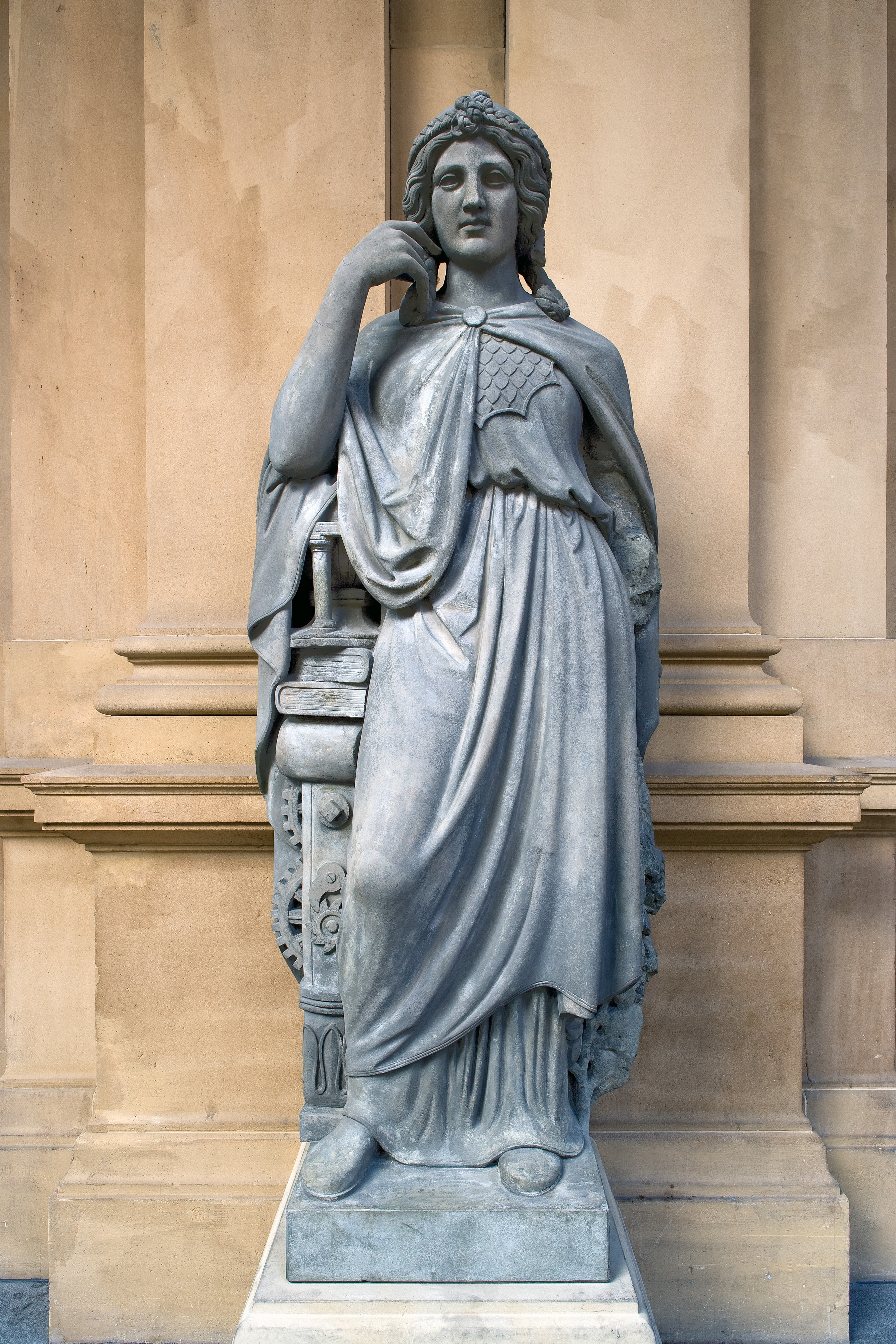
Figur „Europa“, Alte Börse, Frankfurt
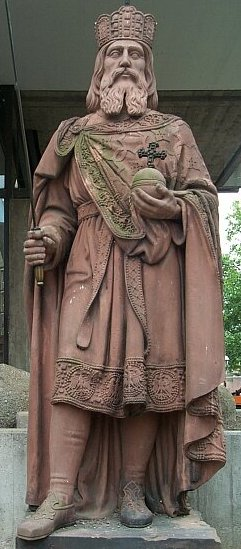
Karl der Große, Frankfurt (von Wendelstadt, fertiggestellt unter Leitung von Zwerger)